# Abrochia consobrina
Abrochia consobrina là một loài bướm đêm thuộc phân họ Arctiinae, họ Erebidae.